# Château de Chassy (Montreuillon)
Pour les articles homonymes, voir Château de Chassy et Chassy.
Le château de Chassy est un château situé sur la commune de Montreuillon dans la Nièvre, en Bourgogne-Franche-Comté, dans le Morvan.

## Histoire

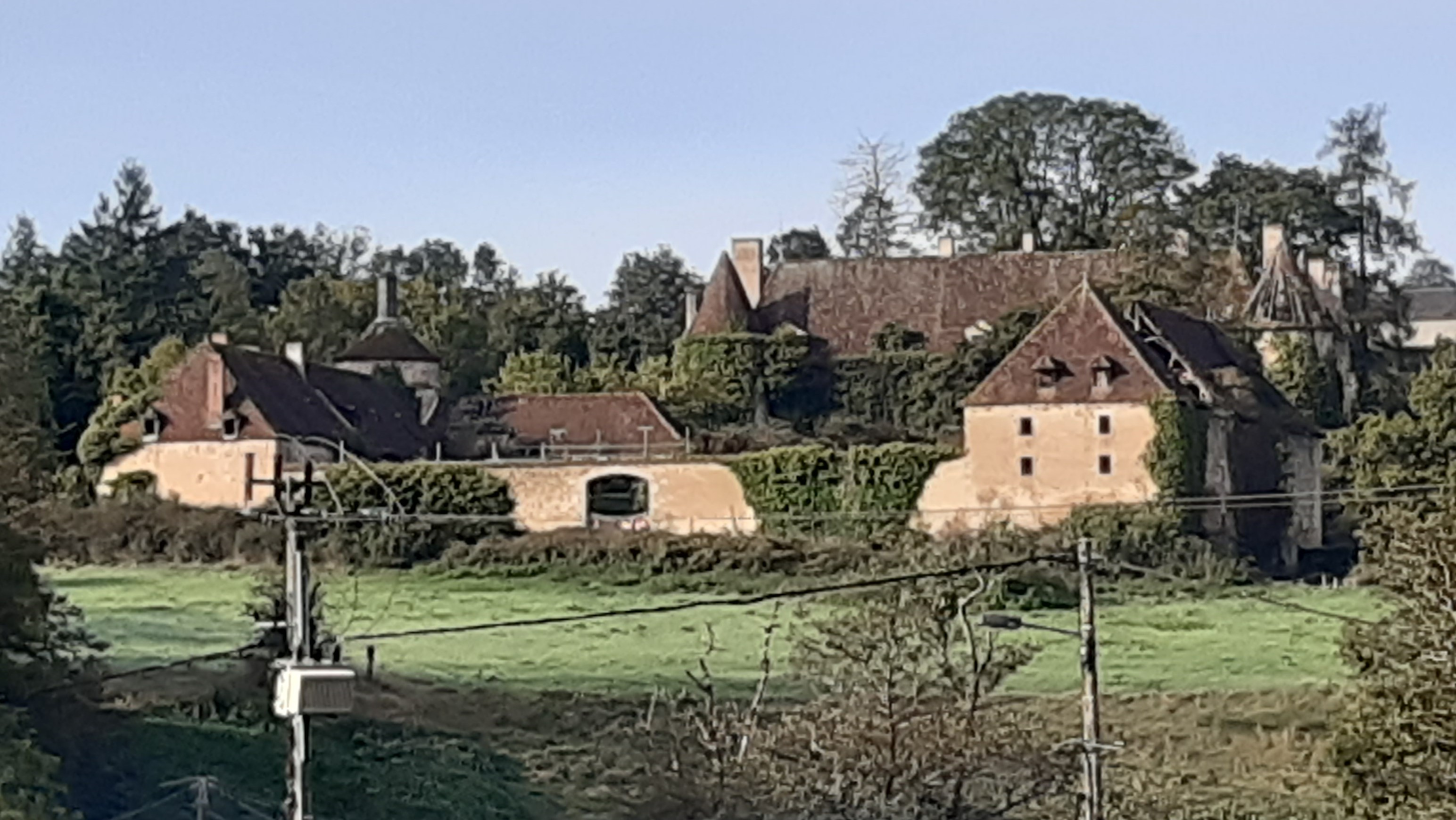
Château de Chassy, et ses communs, depuis la vallée de l'Yonne.

Chassy, Cassiacum. Ce château était armé de 4 tours rondes. Il est posé sur la rive gauche de l'Yonne dans un joli vallon qui porte son nom et où se croisent plusieurs routes.
ll a été reconstruit en 1649 à l'emplacement d'une antique maison forte dont on voyait encore des restes à la fin du XIXe siècle pour Jacques Ier de Choiseul et son épouse Madeleine de Malain, baronne de Lux. La maison de Choiseul en est propriétaire jusqu'à la Révolution et en 1807 le château appartient aux Talleyrand-Périgord.
La baronnie de Chassy est une seigneurie en toute justice, mouvante du Duché de Nevers, qui s'étendait sur trois paroisses : Montreuillon, Montigny, Mhère. Le hameau de Chassy est d'ailleurs aujourd'hui réparti sur les trois communes. Certains historiens pensent que la terre de Cassiacum désignée dans le testament de Varé correspond à Chassy[réf. nécessaire]. L'Abbaye de Flavigny, à laquelle il l'avait léguée, l'aurait perdue par l'injustice des grands[pas clair].
En 1305, cette terre appartenait à noble Robert de Compont, dit d'Auxois, écuyer, seigneur d'Aringes, dont une fille la porta en dot à Hugues de Varigny. Jean de Varigny et Jean de Caroble ou Quaroble, son parent, en reprirent de fief en 1424.
En 1475, cette maison forte, alors propriété d'Antoine de Varigny chambellan du Comte de Nevers, est détruite dans la guerre qui oppose Louis XI et Charles le Téméraire.
Philippe de Varigny, sieur du Chemin, et Dieudonné de Caroble, écuyer, en étaient possesseurs en 1504. Louise de Varigny porta Chassy en partie à Claude d'Esguilly, issu d'une noble maison de Bourgogne, tandis que le reste passait à Guillaume de Monsaulnin. Jacques d'Esguilly, fils du précédent, épousa en 1560 Claude de Chastellux et acquit quelques années plus tard de Guillaume de Montsaunin ses droits sur Chassy dont il reprit de fief en 1575. Jacques Ier de Choiseul, comte de Chevigny, baron de Chassy, seigneur de Bussy, d'Enfer, de Montautier, du Chemin, des Bordes, près Anthien, en 1630 fait rebâtir le château vers 1649.
Au XVIIIe siècle, il était le siège d'une des 32 châtellenies du Duché de Nevers de laquelle mouvaient 116 fiefs. Les revenus de cette châtellenie, sur lesquels on prélevait chaque année une rente de 50 livres pour marier une fille pauvre et une autre de 12 livres, due à l'Abbesse du Réconfort, s'élevaient de 250 à 300 livres. Ils se composaient du produit de la glandée de L'Haste-le-Comte, de la prévôté, du greffe, des amendes, du péage par terre dans le bourg. En 1605 un incendie ravagea la maison du greffier, le fermier de la châtellenie : Jean Piretouys perdit tous ses papiers et ne put rendre ses comptes.
En 1790, la châtellenie et la prévôté furent supprimées.

## Description
Château
Il est reconstruit en 1649, les fossés de l'ancienne maison forte subsistent. Il est constitué d'un seul bâtiment à un étage carré, avec quatre tours rondes. Les façades possèdent des fenêtres larges à petits carreaux. Le comble possède des lucarnes à frontons triangulaires. La couverture est en tuile brune. Une des tours a sa base percée d'embrasures de canonnières. Elle abrite une salle voûtée en coupole datant de la maison forte. Une chapelle intérieure à voûtes d'arêtes semble avoir des éléments antérieurs à la reconstruction du château.
À l'intérieur, il demeure des lambris du XVIIe siècle. Le salon et la salle à manger possèdent chacun une cheminée monumentale qui semblent être plus anciennes que la reconstruction du XVIIe siècle.
Communs
Ils datent de 1743. Au sud-est est un petit bâtiment semblant dater de XVIIe siècle.
Colombier
La Cour
À l'est, elle précède le château et est close par une grille en fer forgé de grande taille séparant le château des communs importants et dont un des porches est daté de 1747.
La Chapelle
Dédiée à Saint Bernard, en souvenir du passage à Chassy de l'illustre abbé de l'Abbaye de Clairvaux en 1146, dont la tradition rapporte qu'il faillit être dévoré par les loups. Elle est séparée du château par un simple chemin et se trouve de ce fait sur le territoire de Montigny-en-Morvan. Elle fut reconstruite par Hubert de Choiseul au début du XVIIIe siècle et a fait l'objet d'une restauration en 1824. Par temps de calamités, les paroissiens des environs s'y rendaient en procession.

## Armoiries
Au-dessus de la porte principale est sculpté l'écusson aux armes de Jacques Ier de Choiseul et de Madeleine Malain, supporté par deux lions et timbré d'un casque avec lambrequins ; il est très abîmé.

## Protection
Les façades et toitures du château et des communs, ainsi que les murs de clôture, les terrasses et les étangs entourés de murs, font l’objet d’une inscription au titre des monuments historiques depuis le 13 mars 1975.

## Propriétaires
(liste non exhaustive)
- Antoine de Varigny, 1475.
- Jacques Ier de Choiseul, reconstruit le château.
- César Gabriel de Choiseul-Praslin, (1712-1785), baron de Chassy.
- Talleyrand-Périgord, en 1807.
- Henri Parent (peintre), notaire et peintre il achète le château aux Talleyrand-Périgord, vers 1870.
- Georges Parent, fils du précédent qui le loue puis le vend à Balthus.
- Balthus, de 1953 à 1961, artiste peintre qui y a réalisé 70 tableaux, soit un peu plus du tiers de sa production.

### Liens  externes
- Ressource relative à l'architecture :   - Mérimée